# Oral Roberts Golden Eagles
Oral Roberts Golden Eagles (español: Águilas Doradas de la Universidad Oral Roberts) es el nombre que reciben los equipos deportivos de la Universidad Oral Roberts, situada en Tulsa, en el estado de Oklahoma. Los equipos de los Golden Eagles participan en las competiciones universitarias organizadas por la NCAA, y forman parte de Southland Conference, de la cual son miembros de pleno derecho desde 2012.

## Apodo y mascota
En 1965, una votación entre los estudiantes resolvió que el apodo del equipo debía de ser el de Titans para los equipos masculinos y Lady Titans para los femeninos. Muchos de estos estudiantes provenían de la Costa Este, y eran aficionados del equipo de fútbol americano de los New York Titans, conocidos actualmente como Jets. En 1993 se cambió por el actual, Golden Eagles, y se determinó que la mascota se llamara ELI, un acrónimo de Education, Lifeskills and Integrity (educación, aptitudes e integridad).

## Programa deportivo
Los Golden Eagles participan en las siguientes modalidades deportivas:
| - Masculino - Baloncesto - Béisbol - Cross - Atletismo - Golf - Fútbol - Tenis | - Femenino - Baloncesto - Voleibol - Cross - Atletismo - Golf - Fútbol - Tenis |

### Baloncesto

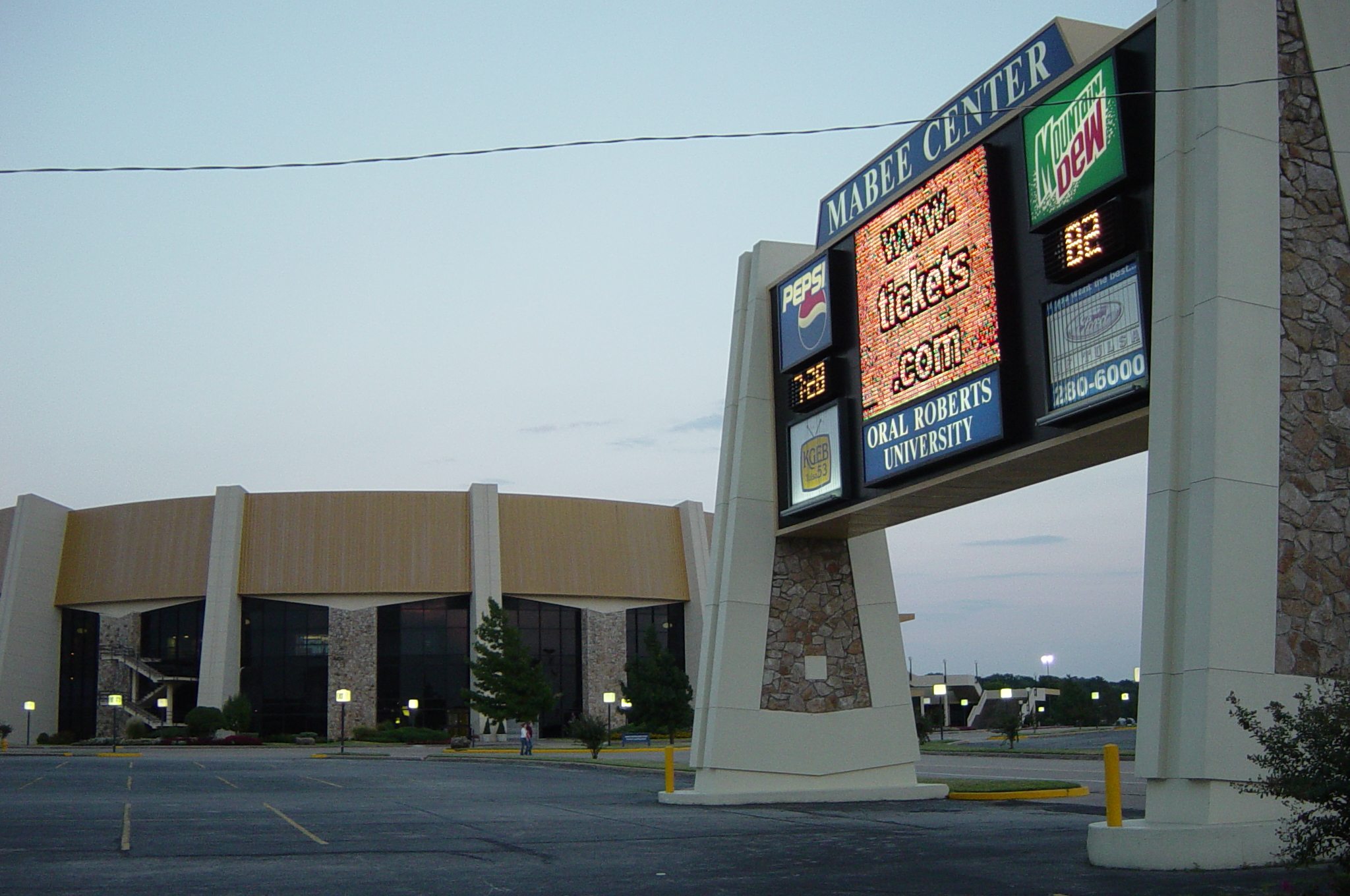
Mabee Center, pabellón de los Golden Eagles.

El equipo masculino de baloncesto ha sido campeón de conferencia en 5 ocasiones, una en 1984, cuando pertenecían a la Midwestern Collegiate Conference, y otras cuatro entre 2005 y 2008, ya en The Summit League. 7 de sus jugadores han llegado a jugar en la NBA, destacando entre ellos Mark Acres o Anthony Roberts.

## Béisbol
El equipo de béisbol ha ganado consecutivamente los últimos 12 torneos de conferencia. Un total de 14 jugadores han llegado a jugar en las Grandes Ligas.

## Instalaciones deportivas
- Mabee Center es el pabellón donde disputan sus partidos los equipos de baloncesto. Tiene una capacidad para 10.575 espectadores. En él se han disputado cuatro fases regionales de la NCAA.[4]
- J.L. Johnson Stadium es donde se disputa la competición de béisbol. Tiene una capacidad para 2.418 espectadores y su construcción data de 1977.[5]
- ORU Soccer Complex es el estadio donde se disputan los partidos de fútbol.[6]